# Цуце (племя)

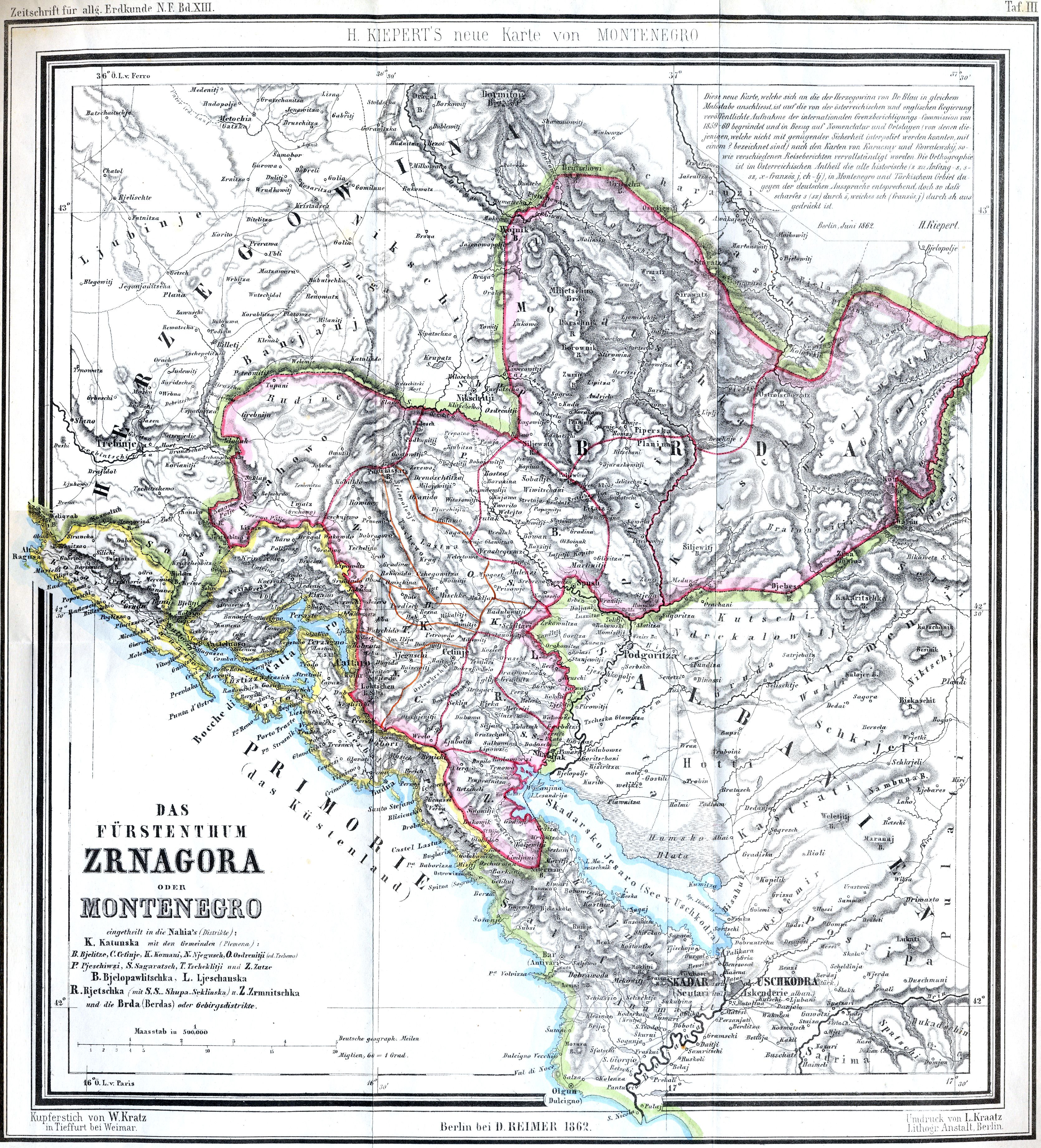
Карта Черногории, 1862 год

Племена Старой Черногории, племя Цуце под цифрой 5

Цуце (серб. Цуце) — одно из самых многочисленных черногорских племен Катунской нахии, развившееся вместе с восемью другими племенами в этой нахии. Это были племена: Цетинье, Негуши, Чекличи, Бьелице, Озриничи, Пьешивцы, Загарач и Комани.
В Которских памятниках они упоминаются с 1431 года, в Цетиньской хрисовуле с конца XV века, а в турецких тетрадях в 1521 и 1523 годах, где они упоминаются как деревня. Это одно из крупнейших племен на территории Старой Черногории. Их территория разделена на Велье и Мале-Цуце. Большинство жителей — выходцы из Кучи, Герцеговины и других регионов, в основном конца XVI — начала XVII века.
По словам Мариана Болицы, жителя Котора, Цуце существовал уже в 1614 году и имело 175 домов.

## История
Цуце впервые упоминается в Которском документе 1431 года благодаря упоминанию жителя Влатко Витоевича из Цуце (Влатикус Витоевич де Зуче), а его сын Джураш упоминается в 1488 году.
С началом турецкой оккупации в конце XV века это была пограничная территория между герцеговинскими и черногорскими санджаками. В турецкой книге Черногории за 1521 год Цуце является частью нахии Пьешивци. Самая большая и главная деревня в то время называлась — Цуце, а кроме нее были еще хутора (деревни): Войиновичи, Аладиновичи, Миоман, Буковик, Миловичи. Спустя два года, по переписи 1523 года, уже можно увидеть значительные изменения. Затем Куче был внесен в список деревни в нахии Цетинье, в которую входят три деревни: Аладинович, Калодурдевич и Войинович, а деревня Буковик была заброшена.
Марьян Болица, венецианский дворянин, в своем описании Скадарского Санджака от 1614 года утверждает, что Цуце — самое многочисленное племя Катунской нахии со 175 домами и 237 солдатами под командованием Вула и Нико Райчева. Это также был расцвет существования старого племени Цуце, поскольку демографический спад начался в 1620 году. Только после того, как сюда пришли поселенцы из Чараде и Куча размножилась, племя снова набрало силу, начиная с середины XVIII века.
Черногорский герой Никач од Ровина (+ 1776) происходил из Цуце, который получил вечную славу, совершив в 1756 году набег на лагерь боснийского паши Османа в Чево со своими 40 товарищами, и при этом убил османского военачальника, вызвал разобщение в турецких рядах и позволил сербов одержать великолепную победу над превосходящим противником.

## Известные люди
- Никац Томанович (+ 1776), известный герой Черногории
- Славко Перович (р. 1954), известный черногорский политик
- Иларион Роганович (1828—1882), митрополит Черногорский (1860—1882)
- Крсто Зрнов Попович (1881—1947), лидер Рождественского восстания 1919 года.
- Радован Кривокапич (р. 1978), футболист Черногории
- Миодраг Кривокапич (р. 1959), бывший черногорский футболист
- Горан Кривокапич (р. 1979), черногорский классический гитарист
- Миодраг Живкович (р. 1957), черногорский политик
- Здравко Кривокапич (р. 1958), черногорский политик
- Драголюб Джуричич (1953—2021), выдающийся сербский и черногорский музыкант
- Ненад Кнежевич Кнез (р. 1967), популярный черногорский певец
- Ранко Кривокапич (р. 1961), черногорский политик
- Миодраг Кривокапич (р. 1949), сербский актер
- Борис Кривокапич (р. 1958), сербский профессор международного публичного права и прав человека и писатель
- Милорад Кривокапич (р. 1980), сербско-венгерский гандболист
- Милорад Кривокапич (р. 1956), бывший черногорский игрок в водное поло
- Петар Баничевич (1930—2006), черногорский актер
- Ана Пешикан (р. 1959), бывший министр науки и технологий в правительстве Сербии
- Блажо Пешикан (р. 1971), бывший черногорский футболист.